# 李中日
李中日，臺灣之著名的視障馬拉松選手，外號「台灣阿甘」，現為臺灣阿甘精神發展協會理事長，他不但是知名的馬拉松選手，他也曾創下單車環台的紀錄，也曾響應「二二八手護台灣」的政治造勢活動。

## 外部連結
- http://www.ahgan.org （页面存档备份，存于）
- http://www.libertytimes.com.tw/2007/new/sep/28/today-p7.htm （页面存档备份，存于）